# Alejandro Chucarro
Alejandro Antonio Chucarro Castro (Villa de Guadalupe, 26 de febrero de 1790 — Montevideo, 12 de marzo de 1884) fue un político uruguayo de destacada actuación en las primeras épocas de vida independiente del país.

## Biografía
Se incorpora a la Cruzada Libertadora de 1825. En ese año es electo diputado a la primera Sala de Representantes de la Provincia, y en 1828 es electo diputado a la primera Asamblea General Constituyente y Legislativa del Estado; su firma está estampada en la Constitución de 1830.
Integrado al Partido Colorado, fue Ministro de Hacienda (1839-1841) y Ministro de Gobierno y Relaciones Exteriores, entre el 6 de febrero de 1847 hasta el 5 de julio de 1847 y desde el 17 de febrero de 1855 hasta el 30 de mayo de 1855. Fue varias veces legislador y presidió el Senado en 1854 y 1869. 

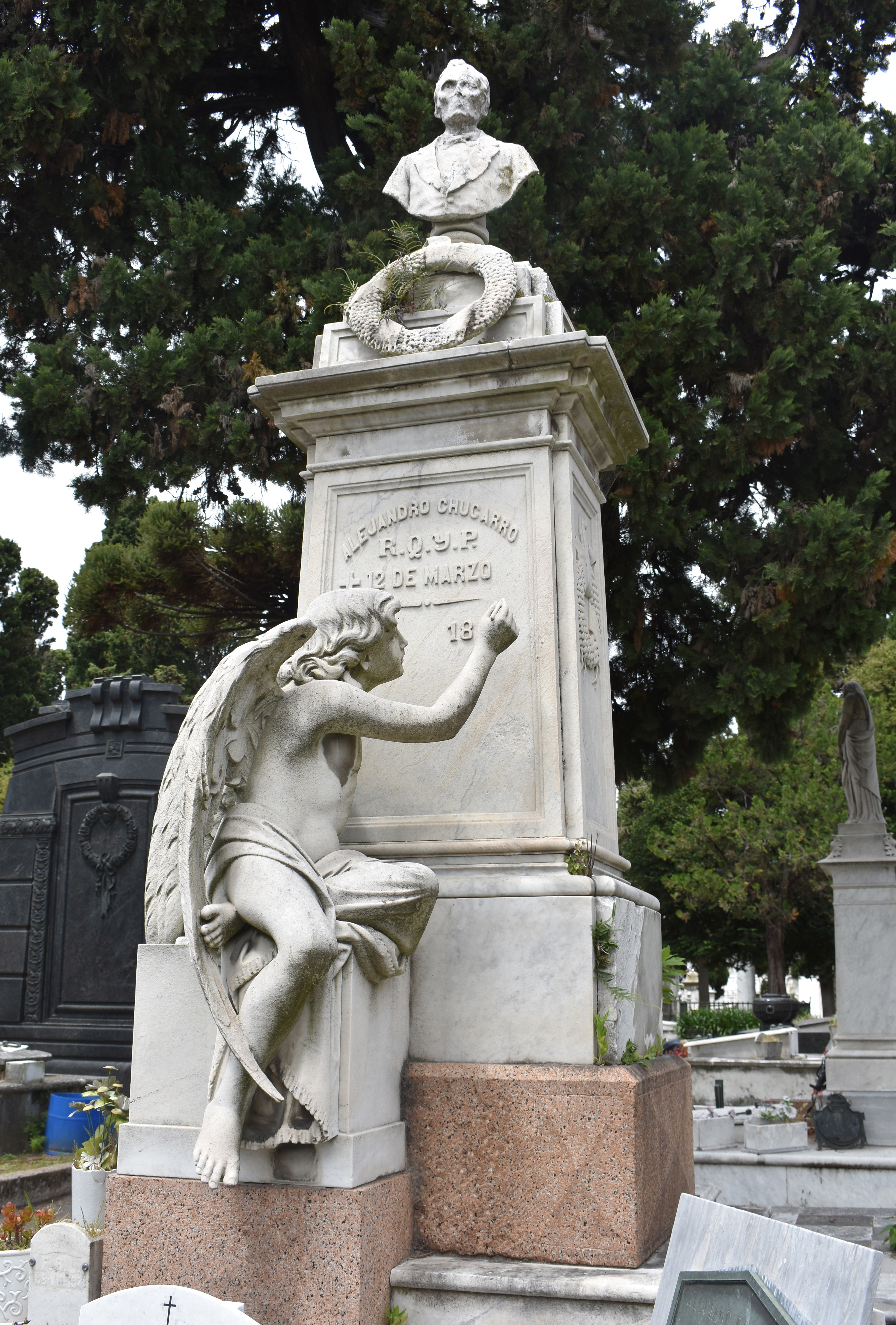
Tumba de Alejandro Chucarro en el Cementerio Central de Montevideo, Uruguay,